# Xalfa-Xudoydod-Komplex

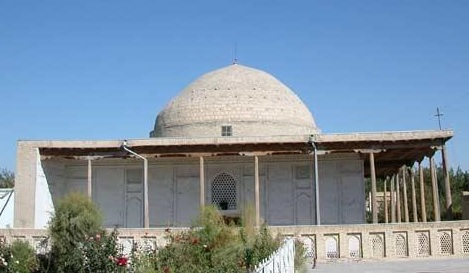
Xalfa-Xudoydod-Moschee

Der Xalfa-Xudoydod-Komplex ist ein Gebäudeensemble in der usbekischen Stadt Buxoro aus dem 18. Jahrhundert. Er ist ein Beispiel für einen Komplex verschiedener religiöser Gebäude und Bauten, die typisch für die usbekische Architektur des 18. bis 19. Jahrhunderts sind.

## Lage
Der Komplex liegt westlich des historischen Zentrums von Buxoro etwa 400 m südwestlich der Baland-Moschee und etwa 1 km westlich des Xoʻjayev-Hauses.

## Geschichte
Madrasa, Moschee und Reinigungsbrunnen des Xalfa-Xudoydod-Komplexes wurden 1797 erstmals urkundlich erwähnt. Der Bau wird der mündlichen Überlieferung nach auf Xalfa Xudoydod zurückgeführt, der aus Urgench stammen soll, aber nicht schriftlich dokumentiert ist. Möglicherweise ist er identisch mit dem 1841 verstorbenen Scheich Khudojberdy, der in schriftlichen Quellen genannt ist.

## Beschreibung
Der Komplex besteht aus einer Madrasa mit einem von eingeschossigen Zellen umgeben Innenhof, einer Moschee, einem Reinigungsbrunnen und einem Friedhof.
Die Moschee liegt in der Südwestecke des Innenhofs. Das flache Dach steht an drei Seiten über, ist durch dünne, mit Schnitzereien verzierte Holzsäulen gestützt und bildet so einen dreiseitig um die Moschee herumlaufenden Iwan als Vorhalle.